# Monomma freyi
Monomma freyi es una especie de coleóptero de la familia Monommatidae.

## Distribución geográfica
Esta especie es endémica de Madagascar.